# Liste der Burgen, Schlösser, Ansitze und wehrhaften Stätten im Bezirk Eisenstadt-Umgebung
Diese Liste nennt die Burgen, Schlösser, Ansitze und wehrhaften Stätten im burgenländischen Bezirk Eisenstadt-Umgebung.
Sie enthält nur solche Anlagen, von denen bauliche Reste oder erkennbare Spuren im Gelände erkennbar sind. Restlos abgekommene Anlagen wurden daher ebenso wenig in diese Liste aufgenommen wie lediglich archäologisch nachgewiesene und aktuell oberflächlich nicht erkennbare Anlagen. Wehrkirchen wurden in die Liste aufgenommen, wenn noch Wehrmauern oder Schießscharten zu erkennen sind.

## Erklärung zur Liste
- Name: Name der Anlage.
- Gemeinde, Adresse, Lage: Zeigt an, in welcher Gemeinde das Gebäude steht; gegebenenfalls auch die Adresse. Geokoordinaten.
- Typ: Es wird der Gebäudetyp angegeben, wie Burg, Festung, Schloss, Gutshof, Wehrkirche, Wallanlage.
- Geschichte: geschichtlicher Abriss
- Zustand: Beschreibung des heutigen Zustands bzw. der Verwendung.
- Bild: Zeigt wenn möglich ein Bild des Gebäudes an.
- Denkmalschutz: Falls unter Denkmalschutz, führt ein Link zum Eintrag in der Denkmalliste.

## Liste
| Name                                   | Gemeinde, Adresse, Lage                                                             | Typ              | Geschichte                                                                                  | Zustand                                                                                           | Bild | Denkmalschutz                                      |
| -------------------------------------- | ----------------------------------------------------------------------------------- | ---------------- | ------------------------------------------------------------------------------------------- | ------------------------------------------------------------------------------------------------- | ---- | -------------------------------------------------- |
| Ortsbefestigung Breitenbrunn           | Breitenbrunn am Neusiedler See Breitenbrunn, Kirchengasse 39 Lage                   | Ortsbefestigung  | Mauer, Bastionen; errichtet nach 1529.                                                      | im Bereich des Friedhofs Teile der Wehrmauer erhalten.                                            |      | 25690                                              |
| Wehrturm Breitenbrunn                  | Breitenbrunn am Neusiedler See Breitenbrunn, Prangerstraße Lage                     | Wehrturm         | im 17. Jahrhundert errichtet.                                                               | erhalten; als Museum genutzt.                                                                     |      | 25692                                              |
| Burgstallberg, bei Purbach             | Purbach am Neusiedler See Lage                                                      | Höhensiedlung    | hallstattzeitliche Höhensiedlung; mittelalterliche Fluchtburg.                              | bis 4 Meter hohe Wälle deutlich erkennbar.                                                        |      | 46116                                              |
| Ortsbefestigung Donnerskirchen         | Donnerskirchen Donnerskirchen Lage                                                  | Ortsbefestigung  | 1676 Steinmauer errichtet.                                                                  | nur geringe Reste erhalten                                                                        |      | 25721 25722                                        |
| Edelhof Großhöflein                    | Großhöflein Großhöflein, Hauptstraße 14 Lage                                        | Ansitz           | 1630 von Esterházys dem Baron Unverzagt abgekauft; mehrmals umgebaut.                       | erhalten                                                                                          |      | 25739                                              |
| Jagdschloss Großhöflein (Föllik)       | Großhöflein südwestlich von Großhöflein Lage                                        | Jagdschloss      | Ende des 18. Jahrhunderts als Jagdschloss der Esterházys errichtet.                         | in Verfall.                                                                                       |      | id fehlt                                           |
| Grünwaldschanze (Türkenschanze)        | Purbach am Neusiedler See Lage                                                      |                  |                                                                                             | befestigte Kuppe, markanter Halsgraben.                                                           |      | nein                                               |
| Burg Hornstein                         | Hornstein Schlossberg Lage                                                          | Burg             | Burg 1340 erbaut. 1463 zerstört.                                                            | Ruine                                                                                             |      | 25766                                              |
| Schanze Hornstein (bei der Burg)       | Hornstein Hornstein, Friedhofgasse Lage                                             | Schanzwerk       | aus dem 14. oder 15. Jahrhundert.                                                           | zu einem beträchtlichen Teil neuzeitlich überbaut/überformt; teilweise im Gelände noch erkennbar. |      | nein                                               |
| Schanze Hornstein (Süd)                | Hornstein Hornstein, Auf der Schanz Lage                                            | Schanzwerk       | wohl aus Zeit der Türken- oder der Kuruzzenkriege.                                          | größtenteils neuzeitlich überbaut, nur mehr kleiner Teil erkennbar.                               |      | nein                                               |
| Leisserhof (Schloss Esterházy)         | Donnerskirchen Donnerskirchen, Hauptstraße 57 Lage                                  | Schloss          | 1611 erbaut als Vierflügelanlage.                                                           | teilweise (zwei von vier Flügeln) erhalten                                                        |      | 25725                                              |
| Hausberg Leithaprodersdorf (Gschlössl) | Leithaprodersdorf Lage                                                              | Burg             | um 1200 angelegte Wasserburg; 1273 zerstört.                                                | Burghügel, Wassergräben, Wälle gut erkennbar.                                                     |      | 25798                                              |
| Ortsbefestigung Oggau                  | Oggau am Neusiedler See Oggau, Hauptstraße 97 Lage                                  | Ortsbefestigung  | Mitte des 17. Jahrhunderts Ortsbefestigung (Ringmauer, zwei Tore, drei Basteien) errichtet. | nur mehr kleine Reste vorhanden                                                                   |      | 75361                                              |
| Stadtbefestigung Purbach               | Purbach am Neusiedler See Lage                                                      | Stadtbefestigung | Westtor 1634 bezeichnet.                                                                    | Wehrmauer und Tore großteils erhalten.                                                            |      | 26244 26665 26673 26674 30620 30680 und viele mehr |
| Edelhof Sankt Margarethen              | Sankt Margarethen im Burgenland St. Margarethen im Burgenland, Hauptstraße 161 Lage | Ansitz           | Ansitz aus dem 17./18. Jahrhundert mit mittelalterlichem Kern.                              | erhalten.                                                                                         |      | 26799                                              |
| Jagdschloss Schützen am Gebirge        | Schützen am Gebirge nordwestlich von Schützen am Gebirge Lage                       | Jagdschloss      | 1794 für den Ersterházy’schen Tiergarten errichtet.                                         | ruinös                                                                                            |      | nein                                               |
| Burg Siegendorf                        | Siegendorf Siegendorf, Rathausplatz 2 Lage                                          | Burg             | einfache Wasserburg des 16. Jahrhunderts. 1975 restauriert.                                 | erhalten.                                                                                         |      | 26871                                              |
| Jagdschloss Stinkenbrunn (Steinbrunn)  | Steinbrunn Steinbrunn, Jagdhaus 1 Lage                                              | Schlösschen      | einfaches Jagdschlösschen, Ende des 18. Jahrhunderts errichtet.                             | erhalten.                                                                                         |      | 27244                                              |
| Wehrkloster Wimpassing                 | Wimpassing an der Leitha Wimpassing an der Leitha, Kirchengasse 17 Lage             | Wehrkloster      |                                                                                             | Wehrmauer teilweise erhalten                                                                      |      | 27244                                              |